# Verordnung (EG) Nr. 842/2006 über bestimmte fluorierte Treibhausgase
Die F-Gase-Verordnung (eigentlich: Verordnung (EG) Nr. 842/2006 des Europäischen Parlaments und des Rates vom 17. Mai 2006 über bestimmte fluorierte Treibhausgase) ist eine EG-Verordnung zur Kontrolle von Anlagen, welche bestimmte treibhausfördernde Fluorkohlenwasserstoffe (FKW) enthalten. Sie war ab dem 4. Juli 2006 bzw. dem 4. Juli 2007 in Kraft. Am 1. Januar 2015 wurde sie durch die Verordnung (EU) Nr. 517/2014 über fluorierte Treibhausgase abgelöst. Am 16. Januar 2024 wurde eine neue Verordnung beschlossen:
Die Verordnung regelte, dass Anlagen, beispielsweise Klimaanlagen und Kühlgeräte sowie Feuerlöschanlagen, mit bestimmten Gasen in regelmäßigen Abständen auf ihre Dichtigkeit geprüft und dies protokolliert werden musste. Ein Verbot von Fluorkohlenwasserstoffen wurde nicht ausgesprochen.
Die Anforderungen waren abhängig von der Füllmenge der einzelnen Anlage:
- 3 kg bis 30 kg: jährliche Kontrolle
(6 kg bei hermetisch geschlossenen Anlagen)
- 30 kg bis 300 kg: halbjährliche Kontrolle
(jährlich mit vorhandenem Leckage-Überwachungssystem)
- über 300 kg: vierteljährliche Kontrolle
(halbjährlich mit vorhandenem Leckage-Erkennungssystem)

F-Gase sind fluorierte Treibhausgase. Diese Verordnung betrifft:
- teilfluorierte Kohlenwasserstoffe (HFKW),
- perfluorierte Kohlenwasserstoffe (FKW) und
- Schwefelhexafluorid (SF6) sowie
- Zubereitungen, die diese Stoffe enthalten.

Die bereits in der Verordnung (EG) Nr. 2037/2000 des Europäischen Parlaments und des Rates vom 29. Juni 2000 enthaltenen Stoffe, die zum Abbau der Ozonschicht führen, sind von der Verordnung ausgenommen.
Die Löschmittel R-227ea und R-23 sind HFKW und fielen somit unter diese Verordnung.
Das Kältemittel R 404A ist ein HFKW (Gemisch aus HFKW-143a, HFKW-125 und HFKW-134a) und fällt damit unter diese Verordnung. Das Kältemittel R-22 (Chlordifluormethan) ist ein HFCKW und fiel damit nicht unter diese Verordnung. In diesem Fall galt zunächst die Verordnung (EG) Nr. 1005/2009 und in Deutschland zusätzlich auf nationaler Ebene die Chemikalien-Ozonschichtverordnung (ChemOzonSchichtV).
Für Klimaanlagen in Neuserien von Personenkraftwagen dürfen ab 2011 nur noch Stoffe mit einem GWP-Wert von unter 150 verwendet werden. Seit 2017 gilt dieser Grenzwert für alle Neufahrzeuge.
Die Qualifikation und Zertifizierung der Unternehmen und Mitarbeiter wurde in der ergänzenden Verordnung (EG) Nr. 303/2008 geregelt und bis zum Jahr 2011 umgesetzt. Damit ist die gewerblich ausgeführte Installation (z. B. das Verbinden von zwei oder mehr Teilen zu einer Kälteanlage, ob vorgefüllt oder nicht) nur noch durch zertifiziertes Personal, das in zertifizierten Betrieben arbeitet, erlaubt.
Der kleine Kälte- oder 5-kg-Schein gehört damit der Vergangenheit an.